# Primtalsopløsning
Ethvert naturligt tal n større end 1 kan skrives entydigt som et produkt af primtal (eventuelt med gentagelser). Dette produkt kaldes primtalsopløsningen af n, og at primtalsopløsningen altid findes og er entydig kaldes aritmetikkens fundamentalsætning.
For eksempel er 45 = 5 x 9 = 5 x 3 x 3 et produkt af primtal (hvor primtallet 3 optræder 2 gange).